# Apoteket Storken

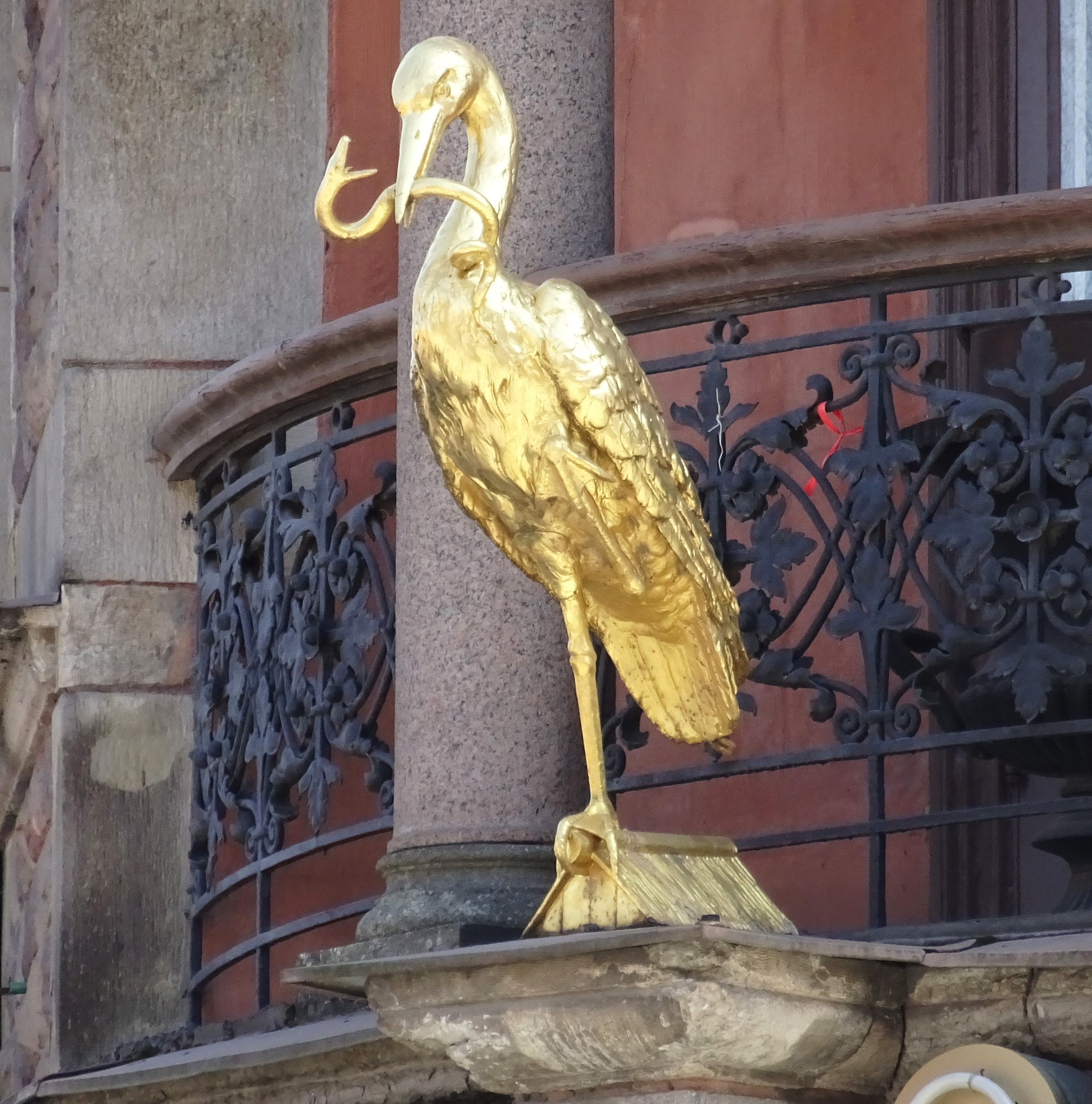
Den förgyllda storken, apotekets emblem.

Apoteket Storken är ett apotek i hörnet Storgatan 28 och Styrmansgatan 24 på Östermalm, Stockholm. Huset uppfördes mellan åren 1897–1899 av arkitekten och byggmästaren Hans Jacob Hallström (1840–1901) efter egna ritningar. I huset finns en välbevarad eldriven hiss, som var bland de första i Sverige.
Enligt Riksantikvarieämbetets bedömning är apoteket det kulturhistoriskt mest värdefulla i Sverige. Byggnaden är blåmärkt av Stadsmuseet i Stockholm, vilket innebär "att bebyggelsen bedöms ha synnerligen höga kulturhistoriska värden". Efter att apoteksmarknaden avreglerades 2009 blev Storken ett av de fyra kulturapoteken i statlig ägo.

## Historik

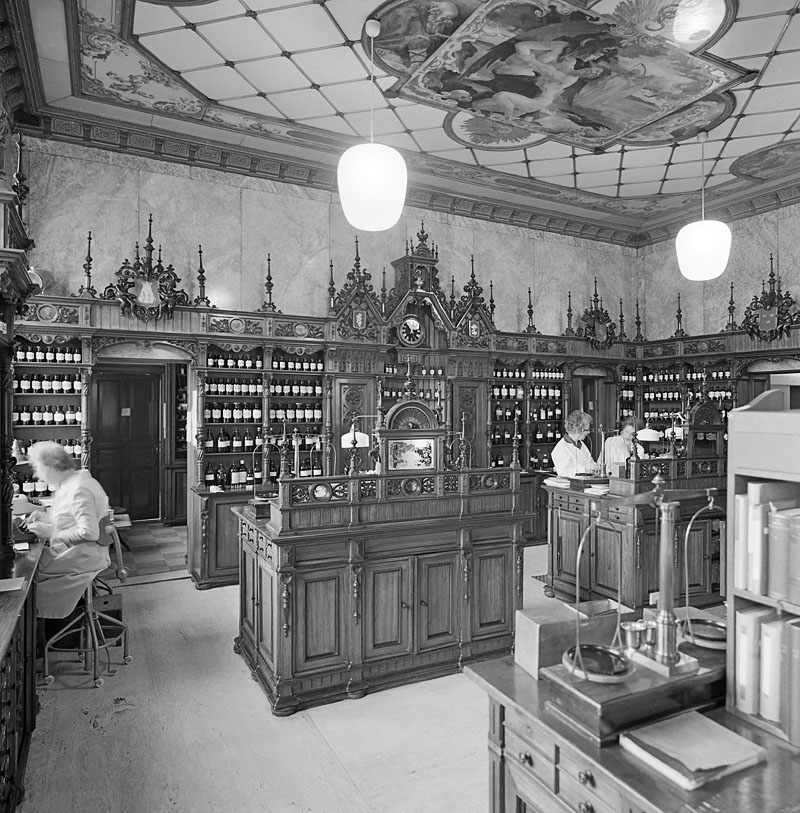
Apoteket Storken 1960.

Fastighetens byggherre, Ingemar Kerfstedt, var den förste innehavaren av apoteksprivilegiet. Verksamheten i "Apoteket Storken" började 1 april 1898, då placerades även den förgyllda storken ovanför entrén. Även efter omregleringen av apoteksmarknaden ingår Apoteket Storken i Apoteket AB.

## Inredningen
Inredningen från år 1899 är ritad av möbelsnickaren Carl Fredrik Allard och tillverkad av snickaren Petter Nilsson. Han använde ebenholts, jakaranda och rosenträ. 
Stilen är nyrenässans med nygotiska inslag. Glastaket visar figurer med allegorier över hälsa, sjukdom, liv och död. Det är målat av den tyska konstnären Fritz Rosenthal. Väggarna är imitationsmålade i Kolmårdsmarmor. Porträttmedaljonger och byster föreställer framstående läkare och forskare.
I hyllor och skåp längs med väggarna står medicinburkar och lådor uppradade. Runt om i lokalen är gammaldags apotekarattribut utplacerade: en autoklav ("dekoktapparat"), vågar, flaskor och pulverbehållare. Dessa samsas om utrymmet med moderna hjälpmedel som datorer och kassaapparater.
Apoteket upptog ursprungligen två och ett halvt plan. I bottenvåningen finns officin, materialkammare, svalrum, dekoktrum och kontor. En halvtrappa upp ligger lunchrum och sköljrum, en halvtrappa ned finns laboratorium, och i källarplanet förrådsutrymmen.

## Bilder

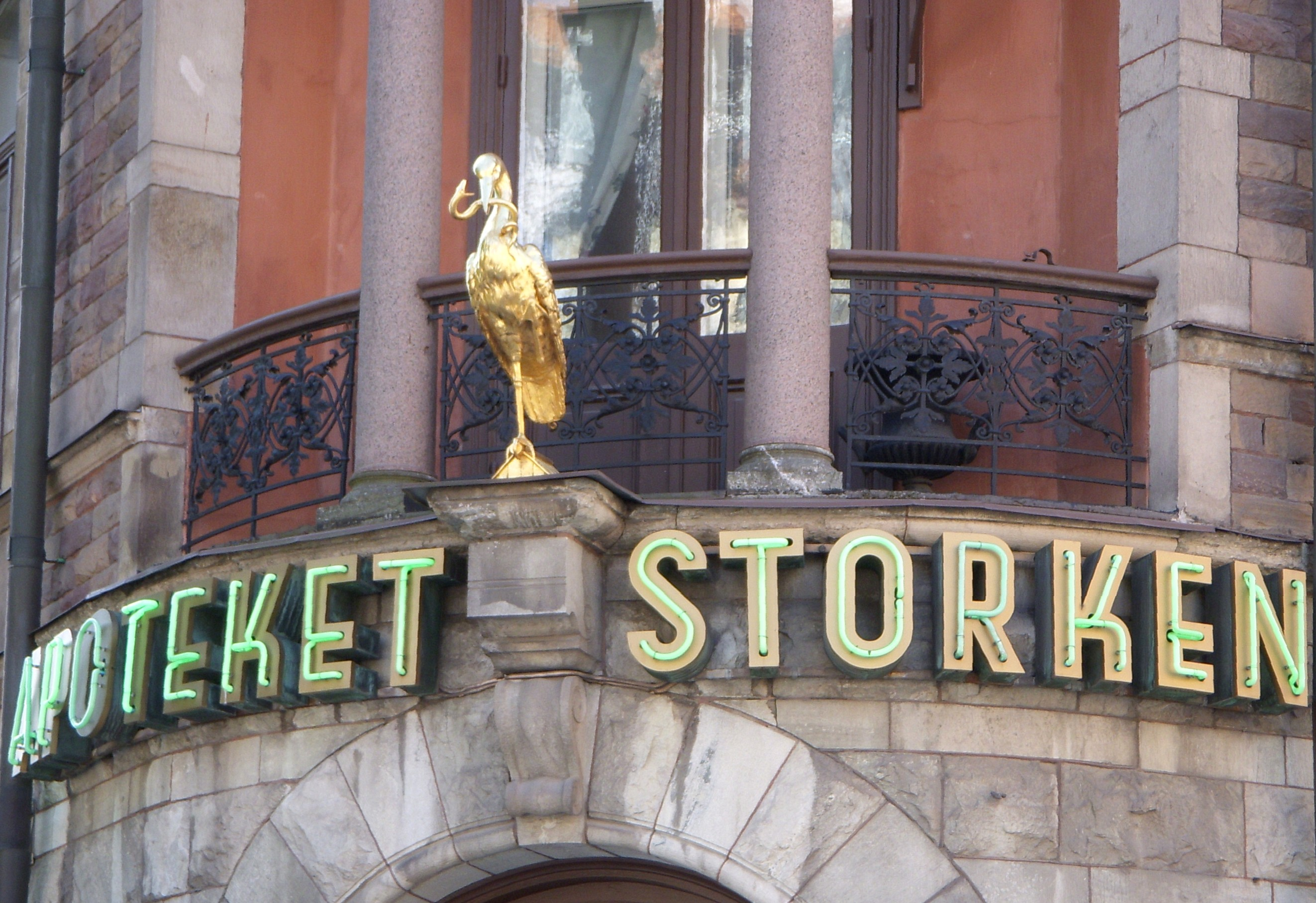
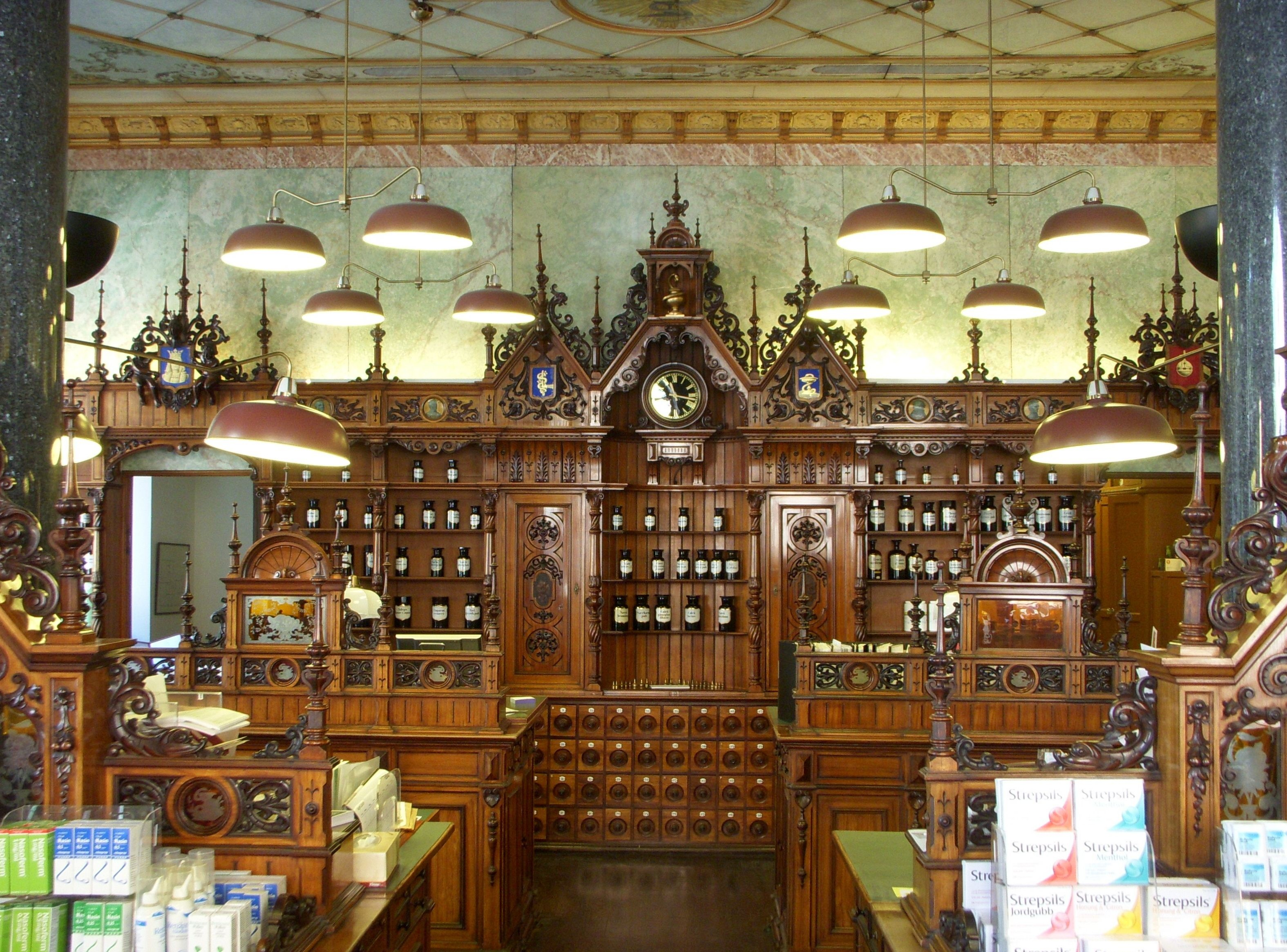
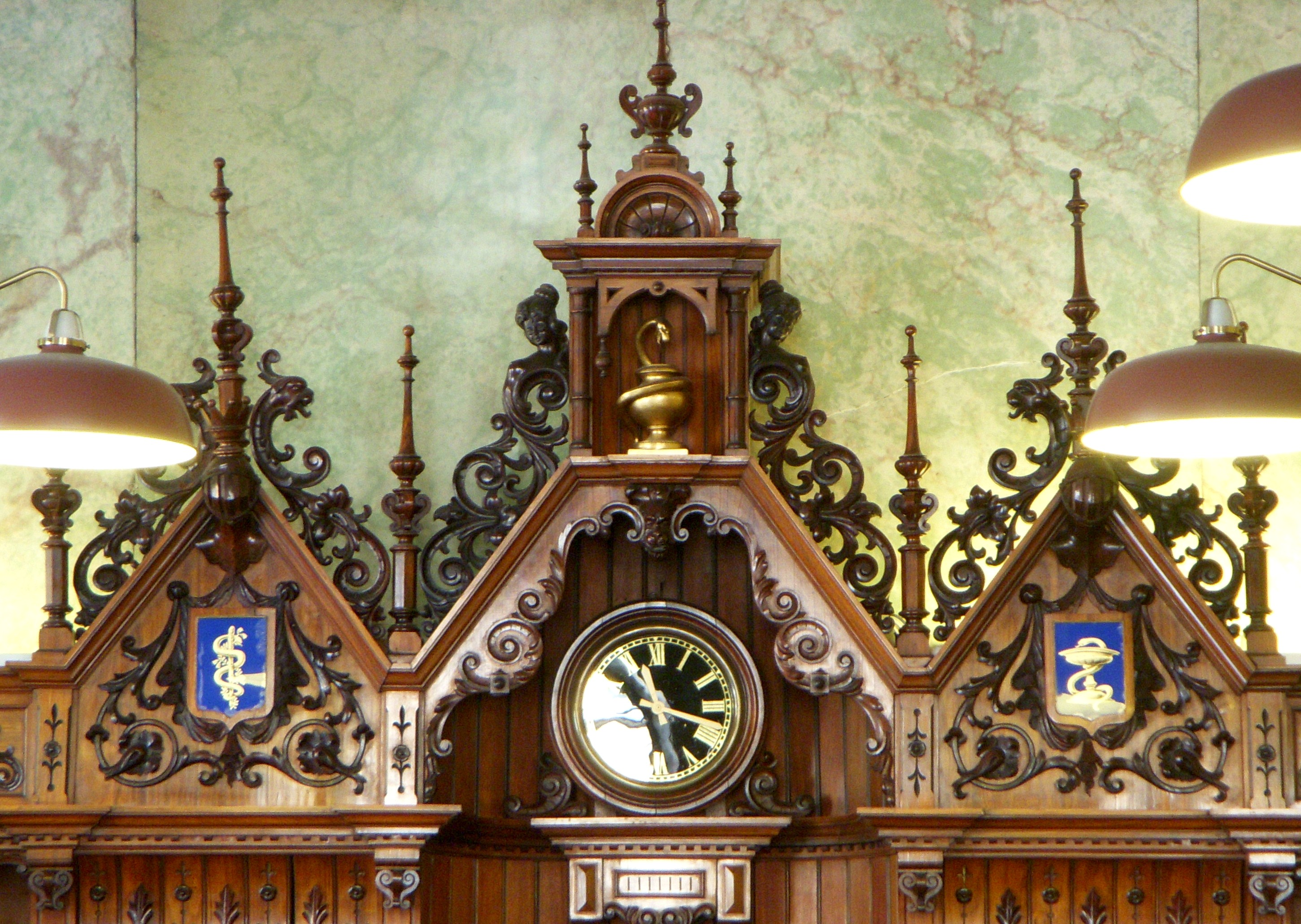
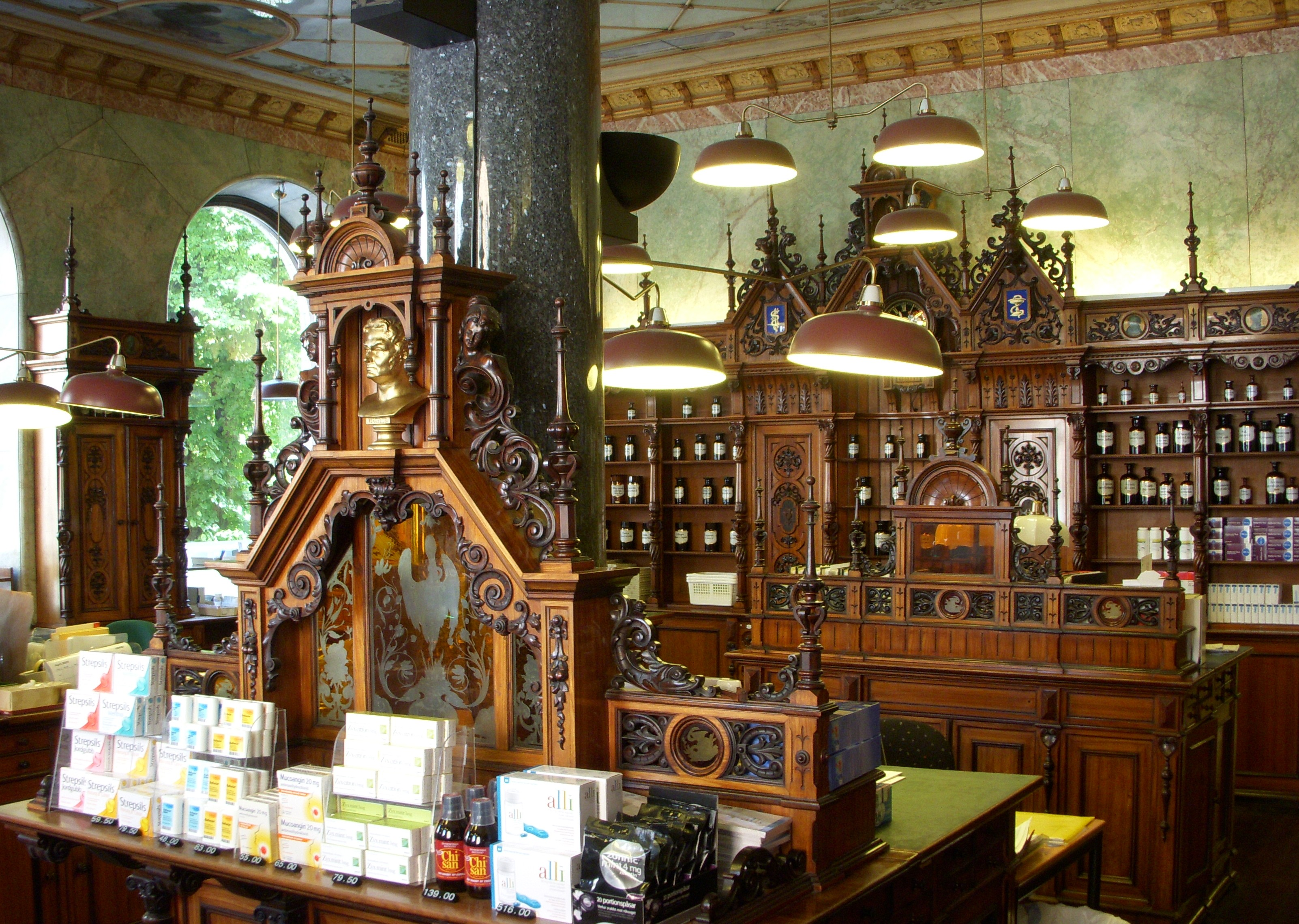
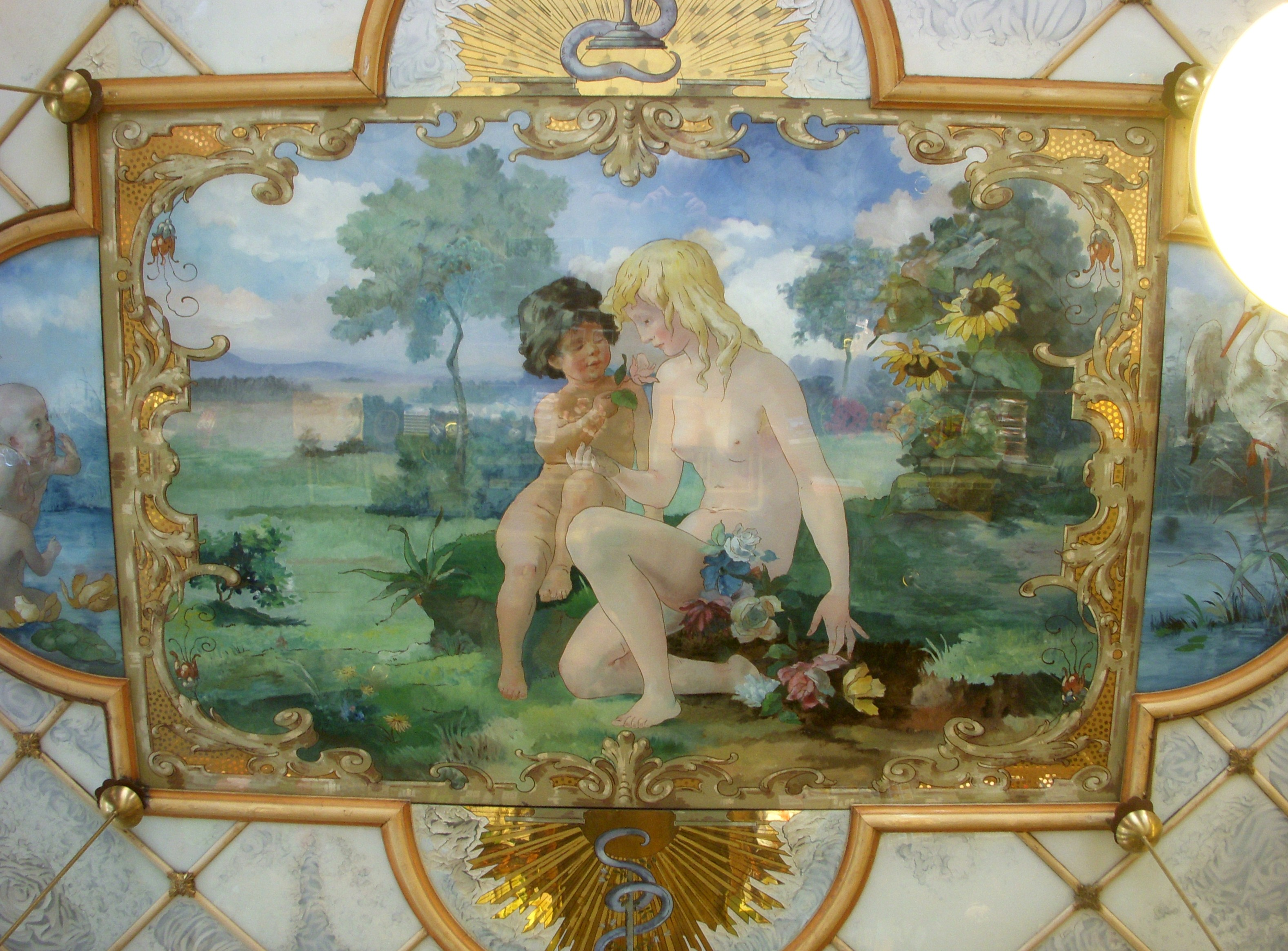